# Satijnstipspanner
De satijnstipspanner (Idaea subsericeata) is een nachtvlinder uit de familie van de spanners (Geometridae). 

## Kenmerken
De voorvleugellengte bedraagt tussen de 10 en 12 mm. De basiskleur van de voorvleugel is grijswit, met, zoals de naam suggereert, een satijnen uitstraling. De dwarslijnen golven enigszins en zijn goed zichtbaar, in tegenstelling tot de middenstip die niet of nauwelijks zichtbaar is. De satijnstipspanner is moeilijk op naam te brengen.

## Levenscyclus
De satijnstipspanner gebruikt verschillende kruidachtige planten als waardplanten. De rups is te vinden van juni tot mei in het volgende jaar en overwintert. Er zijn jaarlijks twee generaties die vliegen van halverwege mei tot in september.

## Voorkomen
De soort komt verspreid over een groot deel van Europa en Noord-Afrika voor. De satijnstipspanner is in Nederland een zeer zeldzame uit het zuidwesten en Limburg. In België is de soort niet zo gewoon en niet bekend in het centrale deel van het land. 